# Pulp (группа)
Pulp — британская рок-группа из Шеффилда, созданная в 1978 году Джарвисом Кокером. В течение 1980-х группа изо всех сил пыталась добиться успеха, но стала популярна в Великобритании лишь в середине 1990-х, после выпуска альбомов His 'n' Hers (1994) и в особенности Different Class (1995), который достиг вершины британского чарта. Different Class включал четыре сингла, попавших в Top10, таких как «Common People» и «Sorted for E’s & Wizz», они оба добрались до второй строчки хит-парада Великобритании. Музыкальный стиль Pulp в этот период представлял собой поп-рок с элементами диско, в сочетание с лирическим стилем «бытовой реализм» Джарвис Кокер и его группа стали ключевыми фигурами в движении Britpop, они были номинированы на премию Mercury Music Prize в 1994 году за альбом His 'n' Hers; и выиграли эту награду в 1996 году, за лонгплей Different Class. Они дважды были хедлайнерами Пирамидной сцены (англ. Pyramid Stage) фестиваля Гластонбери.
Их следующий альбом This Is Hardcore, был издан только через три года. После выпуска своего последнего альбома We Love Life в 2001 году, группа взяла длительный творческий перерыв. По состоянию на октябрь 2003 года, коллектив продал свыше 10 миллионов альбомов по всему миру.
8 ноября 2010 было объявлено о воссоединении на 3 концерта в 2011 в составе времён 1995—1996 гг.

В августе 2022 года Джарвис Кокер анонсировал тур, запланированный на 2023 год.

## История

### Ранние годы: 1978—83
15-летний Джарвис Кокер и его друг Питер Далтон, которому было 14 лет, основали группу в Городской Гимназии в Шеффилде. Кокер первоначально отдал предпочтение названию Pulp, по названию одноименного фильма Pulp, однако было решено, что это название слишком короткое. Группа стала называться «Arabicus». Ранние репетиции проходили в доме Кокера. После окончательно решили остановиться на имени «Arabicus Pulp». Группа сыграла свой первый публичный концерт в Rotherham Arts Centre в июле 1980 года. Их музыкальный стиль в это время был разнообразным и приблизительно описывался как «нечто среднее между Abba и The Fall». В октябре 1981 года, они передали демо-кассету Джону Пилу, который пригласил на Peel Session. Приглашение было гигантским скачком вперед для молодой группы, которая стала известна на местной музыкальной сцене. Треки были записаны в типичном Шеффилдском звучании (The Human League и Comsat Angels): электронная Новая волна и постпанк. Эти треки были выпущены в 2006 году на компиляции Peel Sessions.
Несмотря на появление на национальном радио, успеха не последовало, и, кроме Кокера, большинство основных музыкантов отправились поступить в университет. Вскоре группу пополнили Саймон Хинклер, Дэвид Хинклер, Уэйн Фернис, Петр Боам, Гарри Вилсон и сестра Кокера, Саския. Им удалось записать мини-альбом It в конце 1982 года, который был выпущен в апреле 1983 года Red Rhino Records. Это были в основном, романтические поп-песни под влиянием Леонарда Коэна и отличавшиеся от записей на Peel Sessions, сделанных несколько лет назад.
Несмотря на коммерческий провал It, группа продолжала добиваться успеха, вплоть до записи сингла, «Everybody’s Problem»/«There Was». Лейбл Cherry Red убедил Кокера, что он «мог бы писать коммерческие песни в духе Wham!». Этот подход не удался, и группа распалась. Новый состав в лице Рассела Сениора (скрипка, гитара, вокал) и Магнуса Дойла (барабаны) привел к созданию нового, более экспериментального звучания для Pulp. Впоследствии состав пополнили Питер Мэнселл (бас-гитара) и Тим Аллкард (клавишные, саксофон).

### Независимые дни: 1984-91
Новый состав Pulp пережил ряд неудачных концертов (в том числе один концерт в регби-клубе Brunel University, который вылился в массовые беспорядки). После ухода Аллкарда была приглашена сестра Магнуса Дойла, Кандида Дойл. После её первого выступления с группой, Pulp подписала контракт с лейблом Fire Records. Вскоре после подписания контракта в ноябре 1985 года, Кокер упал из окна, стараясь произвести впечатление на девушку и попал в больницу. На концертах он появлялся в коляске. Группа часто конфликтовала с Fire Records и Кокер признался позже, что группа заключила соглашение, так как он «был единственным предложением на тот момент». В течение этого периода были выпущены синглы «Little Girl (With Blue Eyes)» и «Dogs Are Everywhere».
Следующим крупным релизом группы стал альбом Freaks (1987 г.). Альбом, из-за давления рекорд-лейбла, был записан за одну неделю. Кокер был раздражен, и отметил:
песни можно было сделать гораздо лучше, если бы дали немного больше времени…
Freaks вышел через год, и запись не была хорошо принята. Альбом имел более мрачное настроение и его можно считать антитезой радостному и оптимистичному It. Во время записи клипа на песню «They Suffocate At Night» группа распалась. Кокер уехал в Лондон поступать на режиссёрские курсы. Однако в середине 1989 года, Pulp начали записывать ещё один альбом на Fire Records, на этот раз с большим бюджетом и получивший название Separations . Песни на второй половине альбома в экспериментальном эйсид хаус стиле, в то время как первая половина содержит песни, более типичные для Pulp. Как и Freaks, Separations вышел с большим запозданием. В то же время в 1991 году сингл My Legendary Girlfriend стала синглом недели NME.

### Коммерческий успех: 1992-96
Репертуар группы значительно увеличился. В течение 1991 года на сцене впервые были сыграны песни «Babies», «Space» и «She’s a Lady». В октябре того же года Pulp отыграли свой первый зарубежный концерт, организованный французским журналом Les Inrockuptibles. Тем не менее выход альбома Separations затягивался и Кокер подписывает контракт с Gift Records в 1992 году. В июне 1992 года Pulp выпустили сингл «O.U. (Gone, Gone)», в то время как Fire выпустил Separations в том же месяце. Melody Maker сделал «O.U» синглом недели вместе c песней «The Drowners» группы Suede. Затем группа переходит на лейбл Island Records, который выпустил синглы «Babies» и «Razzmatazz» . Далее были синглы «Lipgloss» (попал топ-40 на UK Singles Chart), «Do You Remember the First Time?», . Новый альбом His'n'Hers (1994), продюсером которого стал Эд Баллер, занял 9 место в UK Albums Chart и был номинирован на Mercury Music Prize.
1995 год стал пиком славы для Pulp. Сингл «Common People» занял в UK Singles Chart 2 место, в июне 1995 года группа стала хэдлайнером фестиваля Гластонбери (заменив в последний момент группу The Stone Roses). Двойной сингл «Sorted for E’s & Wizz/Mis-Shapes» должен был предшествовать релизу нового альбома Different Class (1995).

### Последние два альбома и воссоединения: 1997-наши дни
В конце 1996 года группа приступает к записи нового альбома, имея в запасе всего одну песню (Help The Aged). Не испытывая энтузиазма от работы над этой композицией и ввиду отсутствия, по его мнению, творческих перспектив, группу покидает Рассел Сениор. В результате изменения состава и личностного кризиса автора песен Джарвиса Кокера запись новой пластинки занимает около года. Наконец, весной 1998 года выходит альбом This Is Hardcore.
Затем Pulp провели несколько лет в творческом молчании, прежде чем снова появиться в 2001 году с новым альбомом We Love Life. Певец и автор песен Скотт Уокер взялся продюсировать пластинку, и это символизировало новый этап в развитии Pulp. Однако история группы прервалась уходом с многолетнего лейбла Island Records, выпуском сборника лучших песен и последующим распадом.
В 2010-2013 и 2022-2023 годах состоялись два воссоединения группы. В марте 2023 года скончался басист и многолетний участник Pulp Стив Маки.
В апреле 2025 года группа анонсировала More, первый студийный альбом за 24 года.

## Состав
Золотой состав

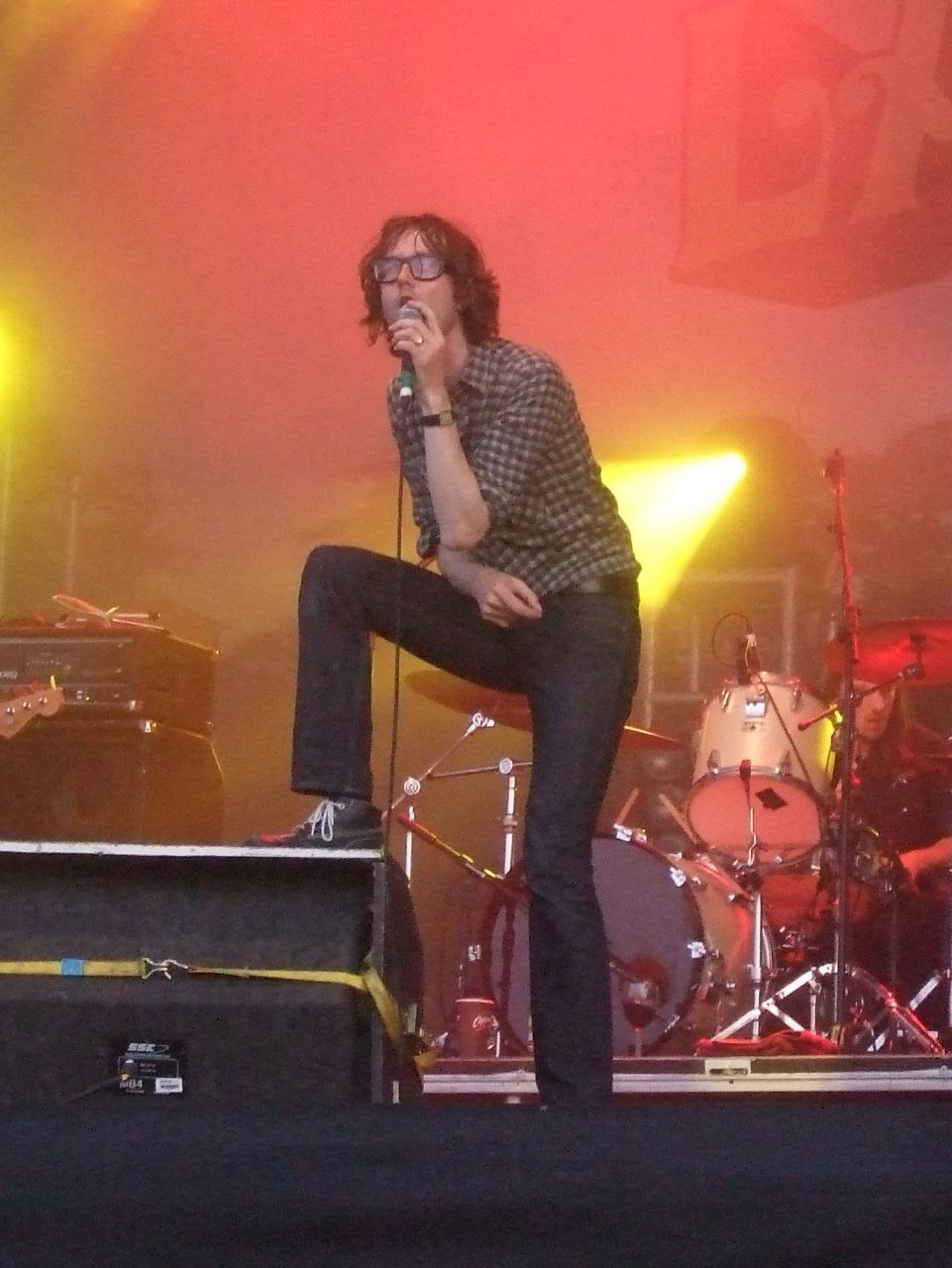
Джарвис Кокер

- Джарвис Кокер (Jarvis Cocker) — вокал, акустическая гитара (1978–2002, 2011–2013, 2022–н.в)
- Рассел Сениор (Russell Senior) — гитара, скрипка (1983–1997, 2011)
- Кандида Дойл (Candida Doyle) — клавишные (1984–1986, 1987–2002, 2011–2013, 2022–н.в)
- Ник Бэнкс (Nick Banks) — ударные (1986–2002, 2011–2013, 2022–н.в)
- Стив Маки (Steve Mackey) — бас-гитара (1988–2002, 2011–2013, умер в 2023)
- Марк Уэббер (Mark Webber) — гитара, клавишные (1995–2002, 2011–2013, 2022–н.в), концертный участник (1994 - 1995)

Другие участники
- Питер Дэлтон – гитара, клавишные, вокал (1978–1982)
- Иан Дэлтон – перкуссия (1978–1979)
- Дэвид 'Fungus' Луквуд – бас-гитара (1979)
- Марк Свифт – ударные, перкуссия (1979–1980)
- Филип Томпсон – бас-гитара (1979–1980)
- Джимми Селларс – ударные (1980–1981)
- Джейми Пинкбек – бас-гитара (1980–1982)
- Уэйни Фюрнисс – ударные, гитара (1981–1982)
- Дэвид Хинклер – клавишные, орган, тромбон, гитара (1982–1983)
- Саймон Хинклер – бас-гитара, гитара, клавишные (1982–1983)
- Питер Боам – бас-гитара, гитара, ударные, клавишные (1982–1983)
- Тим Оллкард – клавишные, саксофон, ударные (1983–1984)
- Майкл Парамоур – ударные, перкуссия (1983)
- Магнус Дойли – ударные, клавишные (1983–1986)
- Питер Мэнселл – бас-гитара (1983–1986)
- Кэптн Слип – клавишные (1986–1987)
- Стивен Хэвенхэнд – бас-гитара (1986–1988)
- Энтони Дженн – бас-гитара (1988)

Дополнительные музыканты
- Саския Кокер – бэк-вокал (1982–1983, 2012)
- Джилл Тейлор  – бэк-вокал (1982–1983, 2012)
- Гарри Уилсон – ударные (1982–1983)
- Ричард Холи – гитара (1998–2002, 2011–2012, 2023–н.в)
- Лео Абрахамс – гитара (2011–2013)
- Джин Кук  – скрипка (2012)
- Эндрю МакКини – бас-гитара (2023–н.в)
- Эмма Смит – скрипка, гитара (2023–н.в)
- Адам Беттс – перкуссия, гитара, клавишные (2023–н.в)

## Дискография

### Студийные альбомы
- It (1983)
- Freaks (1987)
- Separations (1992)
- His'n'Hers (1994)
- Different Class (1995)
- This Is Hardcore (1998)
- We Love Life (2001)
- More (2025)

### Сборники
- Intro — сборник синглов, не вошедших в альбомы (1993)
- Masters of the Universe — сборник синглов, не вошедших в альбомы (1994)
- Countdown 1992−1983 — сборник песен периода Fire/Red Rhino (1996), #10 UK
- Hits — сборник лучших песен (2002), #71 UK

### Синглы (Великобритания)
- Май 1983 «My Lighthouse» (remix)/«Looking For Life»
- Сентябрь 1983 «Everybody’s Problem»/«There Was»
- Октябрь 1985 «Little Girl (With Blue Eyes)»
- Июнь 1986 «Dogs Are Everywhere»
- Январь 1987 «They Suffocate At Night»
- Май 1987 «Master of the Universe»/«Manon»/«Silence»
- Март 1991 «My Legendary Girlfriend»
- Август 1991 «Countdown»
- Июнь 1992 «O.U. (Gone, Gone)»
- Август 1992 «My Legendary Girlfriend»
- Октябрь 1992 «Babies»
- Февраль 1993 «Razzmatazz»
- Ноябрь 1993 «Lipgloss» #50
- Апрель 1994 «Do You Remember the First Time» #33
- Июнь 1994 «The Sisters EP» #19
- Июнь 1995 «Common People» #2
- Октябрь 1995 «Mis-Shapes»/«Sorted for E’s & Wizz» #2
- Декабрь 1995 «Disco 2000» #7
- Апрель 1996 «Something Changed» #10
- Ноябрь 1997 «Help the Aged» #8
- Март 1998 «This Is Hardcore» #12
- Март 1998 «Like a Friend» (вышел только в США)
- Июнь 1998 «A Little Soul» #22
- Сентябрь 1998 «Party Hard» #29
- Октябрь 2001 «Sunrise/The Trees» #23
- Апрель 2002 «Bad Cover Version» #27
- Апрель 2025 «Spike Island»

## Клипы
- A Little Soul
- Babies (original)
- Babies (version 1994)
- Common People
- Disco 2000
- Do You Remember The First Time?
- Help The Aged
- Lipgloss
- Mis-Shapes
- Party Hard
- Razzmatazz
- Something Changed
- Sorted for E’s & Wizz
- The Trees
- This is Hardcore
- Bad Cover Version